# Park Narodowy „Kojgorodskij”
Park Narodowy „Kojgorodskij” (ros. Национальный парк «Койгородский») – park narodowy położony w południowej części Republiki Komi w Rosji. Znajduje się w rejonach kojgorodskim i  priłuzskim,  a jego obszar wynosi 567 km². Park został utworzony dekretem rządu Federacji Rosyjskiej z dnia 7 grudnia 2019 roku. Zarząd parku znajduje się w miejscowości Kojgorodok.

## Opis
Park został utworzony w celu ochrony największych w Europie, nietkniętych przez człowieka, dziewiczych lasów południowej tajgi. Park znajduje się w północno-wschodniej części Niziny Wschodnioeuropejskiej. Przechodzi tu dział wodny dorzecza Wołgi i Dźwiny. Przez teren parku przepływają małe leśne rzeki Mytiec i Suran. Źródła ma rzeka Letka.

## Flora i fauna
Najbardziej rozpowszechnionymi drzewami w parku  są osika i brzoza. Występują tu osiki liczące 150 lat. Jedną piątą parku zajmują lasy świerkowo-jodłowe. Stare świerki osiągają wysokość prawie 30 m. W lasach tych zachowały się unikatowe mchy i porosty, które w pozostałej części Europy zniknęły w wyniku wycinki drzew. Przykładem jest brodaczka najdłuższa (Usnea longissima), porost rosnący na gałęziach drzew, zwisający z nich nitkami o długości kilkudziesięciu centymetrów. Flora roślin naczyniowych liczy w parku ponad 400 gatunków, w tym wiele rzadkich i zagrożonych. 
Fauna parku obejmuje ponad 300 gatunków owadów, 118 gatunków ptaków, 58 gatunków pająków, 51 gatunków ssaków, 13 gatunków ryb, 10 gatunków skorupiaków, 5 gatunków płazów, 3 gatunki gadów. Żyją tu m.in. bobry europejskie, łosie euroazjatyckie, renifery tundrowe, niedźwiedzie brunatne, wilki szare, lisy rude, rysie euroazjatyckie, rosomaki tundrowe, wydry europejskie, kątozęby syberyjskie, łasice pospolite i gronostaje europejskie. Z ptaków są to m.in. puszczyki mszarne, trzmielojady zwyczajne, kruki zwyczajne, jastrzębie zwyczajne i krogulce zwyczajne. 
Ponad 20 gatunków zwierząt zamieszkujących park należy do zagrożonych wyginięciem.